# Bom ba càng
Bom ba càng là một loại vũ khí chống tăng cầm tay do Lục quân Đế quốc Nhật Bản phát minh trong Chiến tranh thế giới thứ hai. Năm 1946, nó từng được bộ đội Việt Nam chế tạo và sử dụng trong kháng chiến chống Pháp.

## Thiết kế
Bom ba càng là một thứ vũ khí chống tăng cảm tử, được quân Nhật phát minh và sử dụng trên khắp chiến trường Thái Bình Dương. Tên gốc của nó là Shitotsubakurai (刺突爆雷 (thích đột bạo lôi)).
Bom ba càng được thiết kế với kíp kích nổ bằng va chạm, về nguyên tắc nó là đầu đạn lõm. Nó rất dễ chế tạo nên phù hợp với lối đánh du kích thời điểm đó. Bom có dạng hình phễu, miệng phễu có đường kính 22 cm, nhồi bằng thuốc nổ hoặc thuốc bom (7–10 kg), có vành gang gắn ba càng sắt dài 12 cm/càng; đáy phễu là bộ phận gây nổ, gồm: hạt nổ, kim hỏa và chốt hãm an toàn. Khoảng lõm ở đáy hình côn khi nổ sẽ khiến cho sức nổ hướng vào lớp thép xe tăng.
Bom được lắp vào một cây gậy gỗ dài khoảng 1,2m. Người ta phải lắp 3 điểm chạm (3 kíp) để đề phòng có cái kíp nào "xịt" vì không có nhiều cơ hội cho chiến sĩ cảm tử tiếp cận với xe tăng. Theo lý thuyết, bom ba càng có khả năng xuyên thủng lớp thép dày khoảng 150mm ở góc chạm 90 độ, đủ để xuyên thủng giáp trước xe tăng hạng trung thời Thế chiến 2.

## Sử dụng
Sau khi Nhật đầu hàng và Việt Minh giành được chính quyền, có thu được một số bom ba càng của người Nhật. Theo số liệu không đầy đủ của Trung đoàn 102 (Trung đoàn Thủ đô) thì có 93 cây bom ba càng được sản xuất trong khoảng thời gian từ tháng 3/1946 đến tháng 12/1946 do công binh xưởng của Liên khu 10 (Bộ Tư lệnh Thủ đô bây giờ) sản xuất tại khu vực Gia Lâm và một điểm dưới Hà Đông. Tất cả số bom ba càng được phát cho Vệ quốc đoàn để dùng trong trận Hà Nội. Vì bộ đội Việt Minh khi đó không có súng chống tăng nên bom ba càng là vũ khí chống tăng quan trọng nhất khi đó.
| “                               | Đánh bom ba càng phải là những chiến sĩ mưu trí, quả cảm, sẵn sàng hy sinh để hoàn thành nhiệm vụ. Nhưng với phương châm diệt được xe cơ giới địch, mà tổn thất thấp nhất về sinh mạng thì cần phải giữ được yếu tố bí mật bất ngờ. Khi xuất kích, tiếp cận mục tiêu, chiến sĩ phải được sự yểm trợ tối đa của hỏa lực từ đồng đội nhằm khống chế, vô hiệu hóa hỏa lực trên xe cơ giới và lực lượng bộ binh địch đi cùng. Khi đánh bom động tác phải dứt khoát, tay trái hoặc tay phải nắm (nâng) nơi tiếp giáp đuôi bom và gậy, tay còn lại nắm chắc 2/3 của gậy, mặt bom chếch 45 độ về phía trước, cách mục tiêu 2 - 3m hạ bom ngang tầm vai hai tay lao bom vào vị trí đã chọn, phải bảo đảm ba càng bom cùng lúc chạm trên mặt phẳng của mục tiêu (xe tăng, xe bọc thép bánh hơi. Nên chọn nơi thành bên hông xe, dưới tháp pháo, với xe bán tải thì chọn nơi thành xe phía giáp cửa lên xuống, sát buồng lái trên nơi gắn thùng nhiên liệu để tạo ra hiệu quả công phá tối đa. Bom nổ gây áp lực cháy nổ rất lớn (nhiên liệu và đạn trên xe cùng bị kích nổ), sức ép một phần dội ngược lại phía sau hất người đánh bom văng mạnh về sau, tổ cứu hộ phải sẵn sàng ngay lập tức xông ra dìu chiến sĩ đánh bom vào nơi an toàn. | ” |
| — Phan Sử, Báo điện tử Nhân Dân | |   |

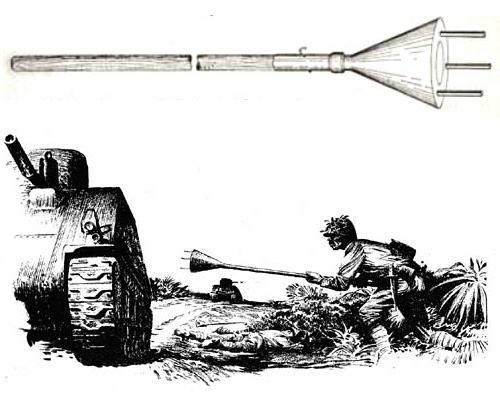
Hình minh họa cách sử dụng bom ba càng

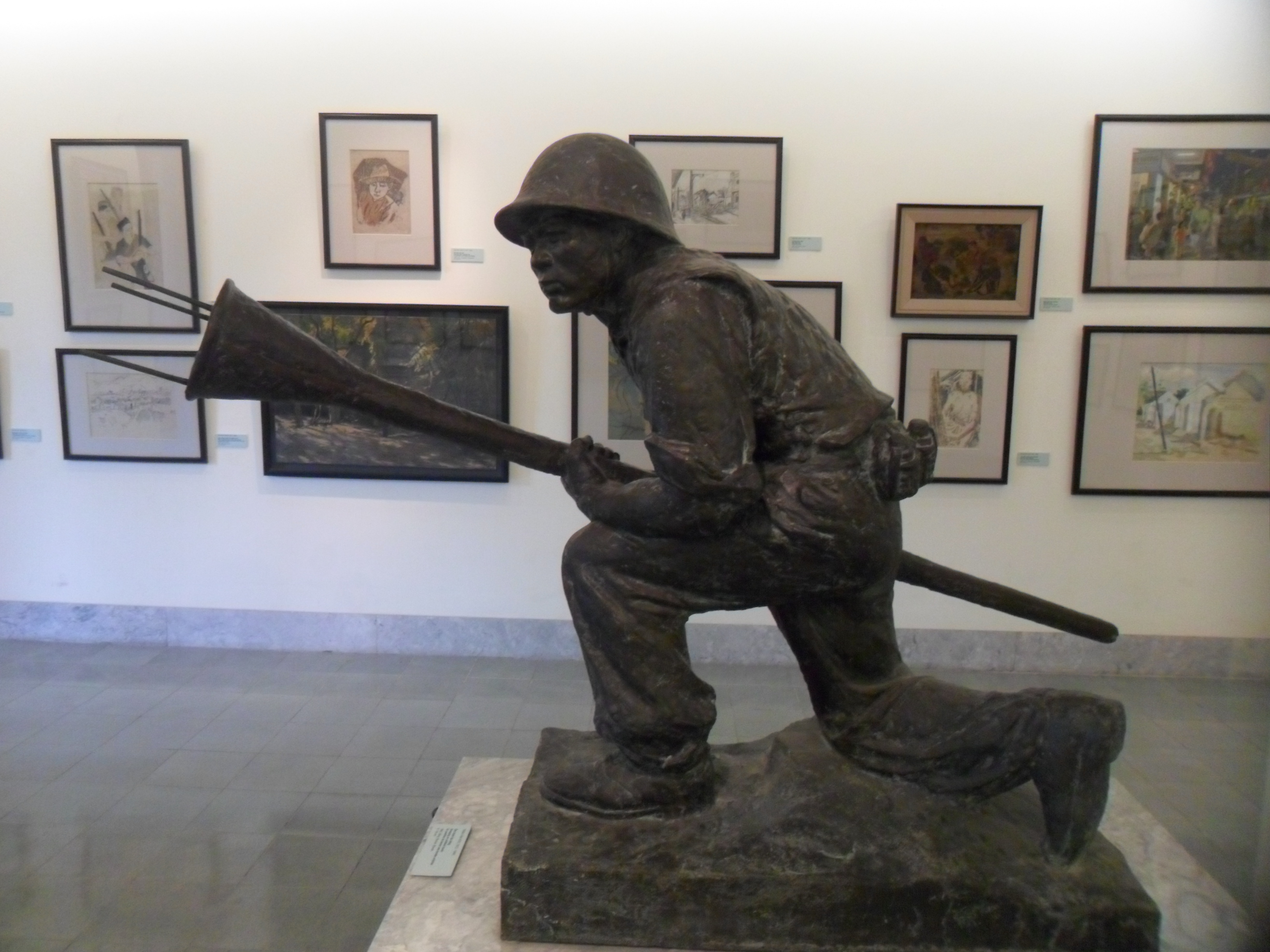
Tác phẩm điêu khắc lấy cảm hứng từ những chiến sĩ cảm tử quân tại Bảo tàng Mỹ thuật

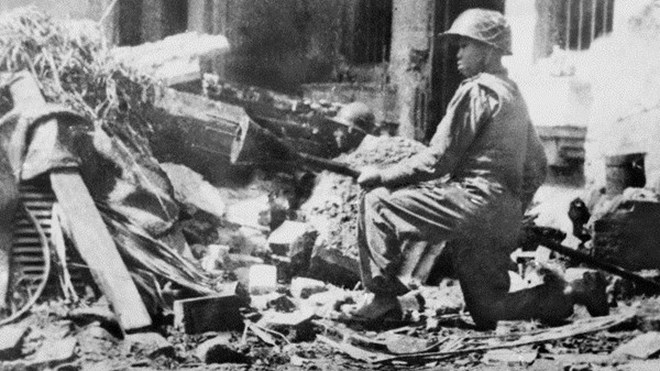
Chiến sĩ quyết tử Trần Thành đang ôm bom ba càng đón đánh xe tăng Pháp ở Hà Nội năm 1946

Khi tìm cách tiếp cận xe tăng địch thì người chiến sĩ rất dễ hy sinh do bị trúng hoả lực của địch. Khi đánh trúng đích thì cũng dễ hy sinh vì bị sức ép từ bom nổ và hơi nóng táp vào người, nhưng cũng có những trường hợp hiếm hoi đánh được nhiều lần. Trong một số tổng kết có nói đến một số chiến sĩ đã đánh cháy mấy xe tăng, xe thiết giáp bằng bom ba càng mà vẫn còn sống, nhưng không thấy phổ biến kinh nghiệm.
Thời đó Pháp chỉ đưa sang Việt Nam xe tăng hạng nhẹ và hạng trung trong Chiến tranh thế giới thứ hai, bom ba càng đủ sức diệt được các loại xe tăng này. Vì Vệ Quốc Đoàn trang bị thô sơ, chủ yếu là súng trường cũ, không có vũ khí chống tăng nên quân Pháp cho rằng phía Việt Nam không thể phá được xe tăng của họ. Nếu gặp xe tăng hạng nặng thì bom ba càng khó mà phá được giáp trước mà phải tìm cách đánh vào hông hoặc phía sau xe.
Trong trận Hà Nội 1946, khoảng 10 tổ cảm tử quân được thành lập, với tổng cộng 100 đội viên. Họ được gọi là "quyết tử quân". Khác với đa số chiến sĩ tham gia chỉ được gọi là Vệ quốc quân hoặc tự vệ Hà Nội, họ thường mặc áo trấn thủ, đeo khăn đỏ, cầm bom ba càng. Các chiến sĩ cảm tử này có khi được tổ chức truy điệu sống trước khi xung trận, vì tỷ lệ hy sinh của họ là rất cao, giống như các phi công cảm tử Thần phong của Nhật Bản. Trong số 93 cây bom ba càng có trong trang bị, bộ đội Việt Nam đã sử dụng 47 cây và có 35 chiến sĩ cảm tử đã hy sinh khi đánh bom (tới năm 2014, có 27 liệt sỹ đã xác định được rõ ràng tên tuổi, quê quán).
Chiến sỹ cảm tử nổi tiếng nhất là chiến sĩ Nguyễn Văn Thiềng (bí danh Trần Thành), chính là chiến sĩ quyết tử trong bức ảnh lịch sử năm 1946. Anh sinh năm 1927, tham gia cách mạng từ năm 1944, là đoàn viên Thanh niên cứu quốc Hoàng Diệu, trung đội trưởng trung đội bảo vệ Bộ Tổng tham mưu (nay là số nhà 18, phố Nguyễn Du, Hà Nội). Ngày 23/12/1946, anh Trần Thành đã dùng bom ba càng đánh hỏng được một xe tăng địch ở ngã tư Bà Triệu - Trần Quốc Toản, giết cả kíp lái Pháp trong xe. Chiều hôm đó, quân Pháp lại tấn công, anh Trần Thành lại một lần nữa ôm bom ba càng lao vào xe tăng địch nhưng bom bị xịt, không phát nổ, lính bộ binh Pháp đi theo sau chiếc tăng dùng súng bắn liên tiếp khiến anh Trần Thành hy sinh. Nghệ sỹ Nguyễn Bá Khoản đã chụp được bức ảnh ghi lại khoảnh khắc lịch sử trước khi Trần Thành ôm bom ba càng lao lên và hy sinh. Bức ảnh đã trở thành biểu tượng của tinh thần “Quyết tử cho Tổ quốc quyết sinh” trong kháng chiến chống Pháp.
Theo chỉ thị trực tiếp từ Chủ tịch Hồ Chí Minh gửi từ căn cứ địa Việt Bắc xuống, bộ đội Việt Minh không được dùng bom ba càng một cách bừa bãi để tránh tổn thất quân số nên bom ba càng chỉ được sử dụng trong những trường hợp rất cấp bách. Đến năm 1947, Giáo sư Trần Đại Nghĩa đã thiết kế thành công và cho ra đời súng Bazooka Việt Nam theo mẫu M1 Bazooka do Hoa Kỳ chế tạo trong Thế chiến 2. Súng bazooka có thể bắn xe tăng từ xa, không cần áp sát mục tiêu nên an toàn và hiệu quả cao hơn nhiều. Từ sau năm 1947, bom ba càng không còn được sử dụng nữa.
Hiện Bảo tàng Lịch sử Quân sự Việt Nam vẫn lưu giữ một cây bom ba càng, có lẽ là cây duy nhất còn sót lại trong số 93 cây được trang bị trong trận đánh Hà Nội 1946. Cây này được tìm thấy trong quá trình người dân đào đất xây nhà trên phố Hàng Bông năm 1983.